# Corey Fisher
Corey Fisher   (Bronx, 8 d'abril de 1988) és un jugador de bàsquet professional estatunidenc. Amb una alçada de 1,85 m. juga habitualment a la posició de base.

## Carrera esportiva
Va realitzar la seva carrera universitària jugant als Villanova Wildcats, a Pennsilvània, a la primera divisió NCAA. El juliol de 2011 va signar un contracte d'un any amb l'Antalya BB de la lliga turca. Després d'una temporada a Turquia, Fisher signà l'agost de 2012 pel Joventut de Badalona de la lliga ACB. La temporada següent va jugar a l'Enisey Krasnoyarsk de la lliga russa. La temporada 2014-15 va fitxar pel Fujian Sturgeons de la lliga xinesa, però va deixar l'equip al mes de novembre. La temporada següent fitxa per la Cibona Zagreb de la lliga croata, però abandona l'equip al mes d'octubre i se'n va al Guaros de Lara veneçolà. Al mes de gener torna a canviar d'equip, però no de país, fitxant ara pel Marinos de Anzoátegui. Aquell mateix any disputa un partit amb els Indios de San Francisco, de la lliga dominicana, abans de tornar a Europa per formar part del Lietuvos Rytas.
La temporada 2017-18 torna a la lliga espanyola per jugar al San Pablo Burgos. La temporada 2018-19 la comença a la lliga francesa, jugant a les files del Fos Provence. La seva inadaptació a la lliga francesa el va fer abandonar l'equip en el mes de desembre, i el gener va ser contractat pel Bàsquet Manresa de la lliga ACB per substituir Alex Renfroe.